# 达曼-第乌
达曼-第乌 （Daman and Diu） 曾是一個位於印度西岸的聯邦屬地，濱临阿拉伯海。达曼-第乌由两块飞地组成，总面积有112km²，人口158,059。
达曼-第乌历史上与果阿、达德拉-纳加尔哈维利同為葡属印度的領土，直至1961年12月19日印度攻取果阿与达曼-第乌為止。
2019年12月，印度議會通過立法，將達曼和迪烏與附近的达德拉-纳加尔哈维利中央直辖区合併，於2020年1月26日成立一個新的中央直辖区，稱為達德拉-納加爾哈維利和達曼-第烏。

## 歷史
印度治理葡属印度的初期，將其共组成一个中央直辖区，至1987年果阿成为独立的一个邦后，达曼-第乌依然保持聯邦屬地地位。葡萄牙則至1974年康乃馨革命方以正式文書和聲明接受印度对前葡属印度地區的主权。

## 語言
达曼-第乌以古吉拉特语为主要语言，由于学校没有教授葡萄牙语，因此葡语于当地的使用率已经式微，然而于达曼至今尚有约10%的人口使用葡萄牙语。达曼另有一种称为Língua da Casa（家里的语言）的葡语－克里奥尔语；
而第乌的葡语克里奥尔语则称为Língua dos Velhos－老人的语言。第乌葡语－克里奥尔语在使用古吉拉特语居多數的情況下，使用人口日趋減少。

## 行政区划
达曼-第乌分为2个县：
- 达曼县，面积72km²，113,949人
- 第乌县，面积40km²，44,110人